# Patissa minima
Patissa minima là một loài bướm đêm trong họ Crambidae.